# Zbigniew Rudziński
Zbigniew Rudziński (* 23. Oktober 1935 in Czechowice; † 8. Mai 2019 oder 9. Mai 2019 in Warschau) war ein polnischer Komponist und Musikpädagoge.

## Leben und Werk
Zbigniew Rudziński studierte von 1949 bis 1956 Klavier an der Musikmittelschule. Von 1956 bis 1961 studierte er Komposition bei Piotr Perkowski an der Staatlichen Musikhochschule Warschau. Von 1965 bis 1966 studierte er mit einem Stipendium der französischen Regierung in Paris bei Nadia Boulanger, von 1970 bis 1971 folgte ein Studienjahr in Holland.
Von 1962 bis 1968 war Rudziński musikalischer Direktor des Warschauer Dokumentarfilmstudios. Seit 1973 unterrichtete er Komposition, Dirigieren und Musiktheorie an der Warschauer Musikakademie, wo er 1989 eine ordentliche Professur erhielt.

## Werke
- Cztery piosenki ludowe für Sopran und Klavier, 1955
- Trio na 2 klarnety i fagot, 1958
- Sonata na klarnet i fortepian, 1959
- Sonata na 2 kwartety smyczkowe, fortepian i kotly, 1960
- Cztery piesni für Bariton und Instrumentalensemble, 1960–1961
- Epigramy für Flöte, zwei Frauenchöre und Perkussion, 1962
- Contra fidem für Sinfonieorchester, 1963–1964
- Trio smyczkowe, 1964
- Studium na c für Instrumentalensemble, 1964
- Moments musicaux I für Sinfonieorchester, 1965
- Impromptu für zwei Klaviere, drei Celli und Perkussion, 1966
- Moments musicaux II für Sinfonieorchester, 1967
- Moments musicaux III für Sinfonieorchester, 1968
- Trzy piesni für Tenor und zwei Klaviere, 1968
- Kwartet für zwei Klaviere und Perkussion, 1969
- Symfoniafür Männerchor und Orchester, 1969
- Muzyka noca für kleines Orchester, 1970
- Requiem ofiarom wojen für Rezitator, CHor und Orchester, 1971
- Tutti e solo für Sopran, Flöte, Horn und Klavier, 1973
- Sonata na fortepian, 1975
- Kap...kap...kap..., dreizehn Kinderstücke für Stimme und Klavier, 1975–1980
- Campanellan für Perkussionsensemble, 1977
- Trytony für Perkussionsensemble, 1979–1980
- Manekiny, Oper, 1981
- Struny na ziemi für Sopran und Streichorchester, 1982
- Ksiega godzin fünf romantische Lieder für Mezzosopran und Klaviertrio, 1983–1984
- To nie sa sny, 6 Lieder für Mezzosopran und Klavier, 1987
- Suita polska für acht Frauenstimmen und Klavier, 1990
- Trzy portrety romantyczne für 12 Saxophone, 1991
- Posluchaj... für Sopran und Klavier, 1993
- Antygona, Oper, 2001